# Ruta 251 (Costa Rica)
La Ruta 251, oficialmente Ruta Nacional Secundaria 251, es una ruta nacional de Costa Rica ubicada en las provincias de San José y Cartago.

## Descripción
En la provincia de San José, la ruta atraviesa el cantón de Curridabat (los distritos de Curridabat, Sánchez).
En la provincia de Cartago, la ruta atraviesa el cantón de La Unión (los distritos de Tres Ríos, San Juan, San Rafael).

## Historia
Previo a la construcción del segmento Autopista Florencio del Castillo de la Ruta 2 entre 1975 y 1987, esta ruta era el principal acceso a Cartago desde San José, debido a esto lleva coloquialmente el nombre de Calle Vieja. Por ende, esta carretera era parte de la Carretera Interamericana Sur hasta junio de 1987,cuando se concluyó totalmente la autopista hasta La Lima de Cartago.